# Grumman F2F

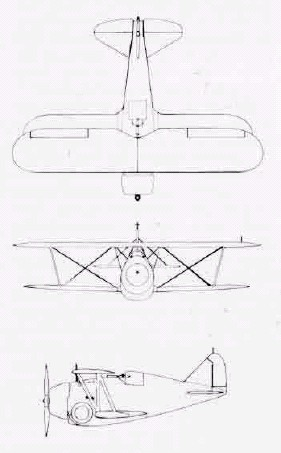
Dreiseitenriss einer F2F-1

Die Grumman F2F war ein Jagdflugzeug des US-amerikanischen Flugzeugherstellers Grumman Aerospace Corporation.
Der einmotorige Doppeldecker mit einziehbarem Fahrwerk  war das Standardkampfflugzeug der U.S. Navy von 1935 bis 1940. Das Flugzeug konnte sowohl von festen Flugplätzen wie auch von Flugzeugträgern aus eingesetzt werden.
Das Flugzeug entstand, als die U.S. Navy Grumman mit der Entwicklung einer einsitzigen Version der Grumman FF beauftragte. Der Vertrag wurde am 2. November 1932 unterzeichnet und elf Monate später flog die Grumman F2F. Aufgrund der Rumpfform wurden die F2F - und die ähnliche F3F - als "Grumman Flying Barrels" (Fliegende Fässer von Grumman) bezeichnet. Insgesamt wurden 54 F2F-1 produziert, die bei der U.S. Navy in den Staffeln VF-2B (später VF-2) und VF-3B (später VF-7B, dann VF-5) bis 1940 eingesetzt wurden.

## Technische Daten (Grumman F2F-1)
- Abmessungen
  - Länge: 6,53 m
  - Höhe: 2,77 m
  - Spannweite: 8,69 m
  - Flügelfläche: 21,40 m²
- Gewicht
  - Leermasse: 1.221 kg
  - maximale Startmasse: 1.745 kg
- Triebwerk
  - ein 14-Zylinder-Sternmotor Pratt & Whitney R-1535-72 Twin Wasp Junior mit 485 kW (650 PS)
- Leistungen
  - Höchstgeschwindigkeit: 383 km/h
  - Gipfelhöhe: 8.384 m
  - Reichweite: 1.585 km
- Bewaffnung
  - zwei MG 7,62 mm
- Besatzung
  - ein Pilot